# Tetralonia boharti
Tetralonia boharti är en biart som först beskrevs av Constance Margaret Eardley 1989.  Tetralonia boharti ingår i släktet Tetralonia och familjen långtungebin. Inga underarter finns listade i Catalogue of Life.